# Palazzo Frammarino
 (juillet 2020).
Si vous disposez d'ouvrages ou d'articles de référence ou si vous connaissez des sites web de qualité traitant du thème abordé ici, merci de compléter l'article en donnant les références utiles à sa vérifiabilité et en les liant à la section « Notes et références ».
Le Palazzo Frammarino est situé dans la via Luigi Settembrini à Naples. 

## Histoire
Érigé au XVIIe siècle par les ducs de Frammarino, l'édifice conserve encore son architecture originelle. La cour à arcades, avant la construction du quartier, donnait sur un grand jardin. Le palais étant habité, il n'est pas possible de savoir si des modifications ont été apportées, tant aux décorations qu'aux murs d'origine.

### Source de traduction
- (it) Cet article est partiellement ou en totalité issu de l’article de Wikipédia en italien intitulé « Palazzo Frammarino » (voir la liste des auteurs).